# 中原恵人
中原 恵人（なかはら しげと、1970年（昭和45年）5月22日 - ）は、日本の政治家。埼玉県吉川市長（3期）。元・埼玉県議会議員（1期）。

## 来歴
千葉県松戸市出身。1989年（平成元年）3月、開成高等学校卒業。1994年（平成6年）、筑波大学在学中に学習塾を設立。
1998年（平成10年）3月、筑波大学第一学群社会学類政治学科卒業。
2008年（平成20年）、放送大学教養学部発達と教育専攻卒業。2011年（平成23年）、東京福祉大学大学院臨床心理学専攻博士前期課程修了。
2011年（平成23年）4月10日、産婦人科医の妻の実家がある吉川市（東第15区）から埼玉県議会議員選挙に無所属で出馬。自由民主党の現職議員を破り初当選した。
2015年（平成27年）2月15日告示の吉川市長選挙に出馬と同時に県議を辞職。2月22日の市長選において、市議の応援は数人であったにもかかわらず、現職の戸張胤茂を破り初当選した。3月7日、市長就任。
※当日有権者数：53,721人 最終投票率：48.98%（前回比：＋9.52pts）
| 候補者名 | 年齢 | 所属党派 | 新旧別 | 得票数   | 得票率 | 推薦・支持 |
| -------- | ---- | -------- | ------ | -------- | ------ | ---------- |
| 中原恵人 | 44   | 無所属   | 新     | 14,176票 | 54.33% |            |
| 戸張胤茂 | 67   | 無所属   | 現     | 11,916票 | 45.67% |            |

2019年（平成31年）の市長選で元市議の吉川敏幸を破り再選。
※当日有権者数：57,938人 最終投票率：43.25%（前回比：－5.73pts）
| 候補者名 | 年齢 | 所属党派 | 新旧別 | 得票数   | 得票率 | 推薦・支持 |
| -------- | ---- | -------- | ------ | -------- | ------ | ---------- |
| 中原恵人 | 48   | 無所属   | 現     | 14,027票 | 56.61% |            |
| 吉川敏幸 | 40   | 無所属   | 新     | 10,750票 | 43.39% |            |

## 著書
- 「そして時代の青に消えてゆく」 サンクチュアリ出版
- 「永遠などないと思っていたから」 新風舎
- 「これほどまでに不登校・ひきこもりを生み出す社会とは何なのか」 北大路書房
- 「小さな指がさし示す向こうに　価値ある未来が　あるように」 東京創作出版